# Johanne af Valois, dronning af Navarra
Johanne af Frankrig, også kendt som Johannne af Valois (24. juni 1343, Châteauneuf-sur-Loire – 3. november 1373, Évreux), var datter af Johan 2. af Frankrig (kaldet den Gode) og hans første hustru Bonne af Luxemburg. Hun var gift med Karl 2. af Navarra (kaldet den Onde) og blev dronning af Navarra.

## Ægteskab
Hun blev først forlovet med Johan af Brabant, søn af Johan 3., hertug af Brabant og hans hustru Marie af Évreux. Ægteskabet fandt imidlertid aldrig sted.
Johanne blev i stedet gift den 12. februar 1352 med Karl den Onde på Chateau du Vivier tæt på Fontenay-Trésigny i Brie, Coutevroult. Han var søn af Filip 3. af Navarra og hans hustru Johanne 2. af Navarra. Johanne og Karl var hinandens grandfætre og grandkusiner på begge forældres side.
Johanne og Karl fik syv børn:
1. Marie (1360, Puente la Reina - efter 1400), gift i Tudela den 20. januar 1393 med Alfonso d'Aragona, hertug af Gandia (d. 1412)
2. Karl 3. af Navarra (1361–1425)
3. Bonne (1364 - efter 1389)
4. Peter, greve af Mortain (ca. 31. marts 1366, Évreux - ca. 29. juli 1412, Bourges), gift i Alençon den 21. april 1411 med Katarina af Alençon (1380–1462), datter af Peter 2. af Alençon
5. Filip (f. 1368), d. ung
6. Johanne af Navarra (1370–1437), gift første gang med Johan 4., hertug af Bretagne, gift anden gang med Henrik 4. af England
7. Blanka (1372–1385, Olite)

Johannes datter Johanne af Navarra, var den anden hustru til Henrik 4. af England .
Johanne døde i 1373 i Évreux i en alder af tredive år. Hun blev begravet i den kongelige Saint Denis Basilika.